# Abdalla Hamdok
Abdalla Hamdok Al-Kinani  (1 de janeiro de 1956) é um político e administrador público sudanês que serviu como primeiro-ministro do Sudão de novembro de 2021 até janeiro de 2022. Antes de sua nomeação, Hamdok atuou em vários cargos administrativos nacionais e internacionais. De novembro de 2011 a outubro de 2018, ele foi Secretário Executivo Adjunto da Comissão Econômica das Nações Unidas para a África (UNECA). A equipe da UNECA descreveu Hamdok como "um diplomata, um homem humilde e uma mente brilhante e disciplinada". Em agosto de 2019, Hamdok foi considerado provável candidato a primeiro-ministro do Sudão para a transição sudanesa para a democracia em 2019.
Após a transferência de poder do Conselho Militar de Transição para o Conselho de Soberania do Sudão, o Conselho de Soberania nomeou Abdalla Hamdok como primeiro-ministro durante o período de transição. Ele assumiu em 21 de agosto de 2019. Em 25 de outubro de 2021, Hamdok foi destituído do governo de transição por um golpe militar. Em 21 de novembro de 2021, todos os presos políticos foram libertados e Abdalla Hamdok foi reintegrado como primeiro-ministro como parte de um acordo com os partidos políticos civis. No entanto, em 2 de janeiro de 2022, renunciou em meio a crise ocasionada pelo golpe militar.

## Educação
Abdalla Hamdok é bacharel em ciências pela Universidade de Cartum e doutorado em estudos econômicos pela Universidade de Manchester.

## Carreira Profissional
De 1981 a 1987, Hamdok foi funcionário sênior do Ministério das Finanças e Planejamento Econômico do Sudão.
Nos anos 90, Hamdok ocupou altos cargos primeiro na Deloitte & Touche e depois na Organização Internacional do Trabalho no Zimbábue, seguidos por vários anos no Banco Africano de Desenvolvimento na Costa do Marfim. Hamdok foi Diretor Regional para África e Oriente Médio do Instituto Internacional para a Democracia e Assistência Eleitoral de 2003 a 2008.
Hamdok trabalhou brevemente para a Comissão Econômica das Nações Unidas para África (UNECA) em 2001 e 2002 como Diretor de Integração Regional e Comércio e, de 2011 a outubro de 2018, foi Secretário Executivo Adjunto da UNECA. A equipe da UNECA descreveu Hamdok como "um verdadeiro pan-africanista, um diplomata, um homem humilde e uma mente brilhante e disciplinada".
Em setembro de 2018, Hamdok foi nomeado Ministro das Finanças do governo al-Bashir do Sudão, mas recusou a indicação.

## Primeiro-ministro do Sudão
Declarações foram feitas em junho de 2019 por um porta-voz das Forças de Liberdade e Mudança (FLM) e em agosto de 2019 pelo Sudan Daily que Hamdok seria lançado como primeiro-ministro do Sudão pelo FLM, que negociou a transição sudanesa para a democracia em 2019 com o Conselho Militar de Transição. Os procedimentos de transição foram formalmente definidos no Acordo Político assinado em 17 de julho de 2019 pela FLM e no CMT e no Projeto de Declaração Constitucional assinado pela FLM e no CMT em 4 de agosto de 2019.
O Conselho de Soberania do Sudão nomeou Hamdok como primeiro-ministro em 20 de agosto, conforme exigido pelo Projeto de Declaração Constitucional. Ele foi empossado posteriormente em 21 de agosto. Nos termos do artigo 19 do Projeto de Declaração Constitucional de agosto de 2019, como ministro durante o período de transição, Hamdok é proibido (juntamente com outros líderes seniores de transição) de concorrer nas eleições gerais sudanesas de 2022, programadas para terminar ao período de transição.
Como primeiro-ministro, Hamdok selecionou um gabinete de ministros. Em 4 de outubro de 2019, ele eliminou a liderança de universidades públicas sudanesas, demitindo 28 chanceleres e 35 vice-chanceleres e nomeou 34 vice-chanceleres. O objetivo era substituir as pessoas em posições de poder representando o governo al-Bashir.

### Tentativa de assassinato
Em 9 de março de 2020, Hamdok sobreviveu a uma tentativa de assassinato na capital Cartum. O culpado ainda não foi identificado publicamente. Pelo menos três veículos foram danificados na tentativa, mas não houve vítimas humanas, exceto por um oficial de segurança que foi levemente ferido.

### Golpe de Estado
Em 25 de outubro de 2021, bdel Fattah al-Burhan declarou Estado de Emergência no Sudão após dissolver o conselho civil-militar conjunto que comandava o país e mandar prender o primeiro-ministro Abdalla Hamdok e outros funcionários do Conselho Soberano. Hamdok, que foi preso por se recusar a apoiar o Golpe de Estado, o que levou milhares de pessoas, a maioria jovens adultos, às ruas para protestar contra as "detenções pelo exército de membros do governo sudanês", conforme a VOA. Houve tiros e alguns manifestantes queimaram pneus, enquanto as manifestações aconteciam na capital Cartum e nas cidades de Atbara, Wad Madani e Port Sudan, relata a BBC. No dia do Golpe de Estado, os serviços de internet e de radiodifusão foram cortados, relata a VOA, e, segundo a BBC, forças militares e paramilitares foram enviadas para Cartum, onde fecharam acessos, como ruas e pontes, e também interditaram o aeroporto internacional. O secretário-geral da ONU, Antônio Guterres, condenou a ação militar e pediu a imediata liberação de Hamdok e outras autoridades presas. A Casa Branca, a União Europeia e a Liga Árabe também expressaram desagrado com o Golpe.
Em 21 de novembro de 2021, Hamdok foi reintegrado como primeiro-ministro depois que um acordo político foi assinado pelo general Abdel Fattah al-Burhan para restaurar a transição para o regime civil. O acordo de 14 pontos pedia a libertação de todos os presos políticos detidos durante o golpe e estipulava que uma declaração constitucional de 2019 seria a base para uma transição política. No entanto, a coalizão civil das Forças de Liberdade e Mudança (FFC), que dividia o poder com os militares, e a Associação dos Profissionais Sudaneses (SPA) rejeitaram o acordo político. Grandes multidões de manifestantes também foram às ruas para rejeitar qualquer acordo envolvendo os militares. Segundo um porta-voz, esse acordo não era voluntário em nome de Hamdok, já que "o pacto foi fechado com uma arma apontada para sua cabeça." Ainda não está claro quanto poder Hamdok e seu gabinete terão após serem reintegrados como primeiro-ministro.

### Renúncia como primeiro-ministro
Em 2 de janeiro de 2022, Hamdok anunciou sua renúncia ao cargo de primeiro-ministro do Sudão em um discurso em rede de comunicação aberta, afirmando que o "país estava em um ponto de inflexão perigoso e uma mesa redonda era necessária para chegar a um novo acordo para a transição política do Sudão para a democracia."

## Medidas de governo

### Agricultura
Hamdok trabalhou para que a agricultura de subsistência se tornasse uma agricultura "mais dinâmica, voltada para o comércio" na África, afirmando em 2014 que a África era capaz de auto-suficiência alimentar, mas que 300 milhões de africanos estavam com fome. Referindo-se à estimativa do Quinto Relatório de Avaliação (AR5) do IPCC dos efeitos de um aquecimento global médio de 2 graus Celsius acima dos níveis pré-industriais, Hamdok observou que efeitos como a redução da precipitação poderiam impedir a África de reduzir a pobreza extrema. Para combater a fome, Hamdok propôs melhorias na infraestrutura (como métodos de transformação, armazenamento e transporte de produtos em excesso para os mercados); o uso de "informação climática"; melhoria da gestão da água; e maior integração da agricultura com a indústria nacional e instituições de pesquisa em ciência e tecnologia.

### Direitos das mulheres
Como primeiro-ministro, Hamdok teve o papel, no final de agosto de 2019, de selecionar ministros de uma lista de candidatos proposta pelas Forças de Liberdade e Mudança (FLM), além dos ministros do Interior e da Defesa, a serem escolhidos pelos militares de Conselho de Soberania. Hamdok atrasou sua decisão sobre quais candidatos escolher, afirmando que uma das razões para contestar era que poucas mulheres estavam presentes na lista. Ele afirmou que "levaria em conta uma representação justa das mulheres". O gabinete de Hamdok é composto por Asma Mohamed Abdalla como Ministra das Relações Exteriores, Lina al-Sheikh como Ministra do Desenvolvimento Social e Trabalho, Wala'a Essam al-Boushi como Ministra da Juventude e Esportes e Intisar el- Zein Soughayroun como Ministra do Ensino Superior.
Em novembro de 2019, o governo do Sudão revogou todas as leis que restringem a liberdade de vestir, movimento, associação, trabalho e estudo das mulheres. Hamdok elogiou as mulheres em uma mensagem publicada nas mídias sociais, dizendo que as leis eram "um instrumento de exploração, humilhação, violação, agressão aos direitos dos cidadãos".

## Vida pessoal
Hamdok casou-se com a economista Muna Abdalla em 1993, no sul de Manchester. Eles têm dois filhos adultos; um estudando na Universidade de Exeter desde de 2019 e um que se formou em uma universidade nos Estados Unidos no final de 2010.